# Sarid
Sarid (hebrejsky שָׂרִיד‎, anglicky Sarid) je vesnice typu kibuc v Izraeli, v Severním distriktu, v Oblastní radě Jizre'elské údolí. Kibuc byl založen ve 20. letech 20. století přistěhovalci z Československa.

## Geografie
Leží v nadmořské výšce 111 metrů v Dolní Galileji, na pomezí severního okraje Jizre'elského údolí s intenzivním zemědělstvím a pohoří Harej Nacrat (Nazaretské hory), které stoupá severovýchodně od vesnice směrem k městu Migdal ha-Emek. Z těchto hor stéká do údolí podél západní strany vesnice vádí Nachal Jif'at. Východně od obce stojí na okraji Jizre'elského údolí pahorek Tel Šadud. Západně od kibucu se rozkládá letecká základna Ramat David.
Vesnice se nachází cca 8 kilometrů severozápadně od města Afula, 1 kilometr jižně od města Migdal ha-Emek, cca 78 kilometrů severovýchodně od centra Tel Avivu a cca 27 kilometrů jihovýchodně od centra Haify. Sarid obývají Židé, přičemž osídlení v tomto regionu je převážně židovské. Aglomerace Nazaretu, kterou obývají převážně izraelští Arabové, začíná až cca 5 kilometrů severovýchodním směrem.
Sarid je na dopravní síť napojen pomocí dálnice číslo 73. Jižně od obce do roku 1948 vedla železniční trať v Jizre'elském údolí. Pak byla zrušena, ale provoz na ní byl po nákladné rekonstrukci obnoven roku 2016. Funguje zde i stanice Migdal ha-Emek – Kfar Baruch.

## Dějiny
Sarid byl založen v roce 1926. Šlo o součást nové osidlovací vlny v Jizre'elském údolí, kde toho roku vznikly i židovské vesnice Gvat, Ramat David, Mišmar ha-Emek, Kfar Jehošua a Kfar Baruch.
Osada navazuje na židovské město Saríd z biblických dob, které zmiňuje Kniha Jozue 19,10 jako součást území kmene Zebulun. Zakladateli novověkého Saridu byli Židé původem z Litvy, kteří do tehdejší mandátní Palestiny přišli v rámci třetí aliji a kteří od počátku 20. let 20. století působili jako skupina v pracovních oddílech Gdut ha-Avoda na několika místech, než se usadili trvale zde. Dalšími prvními obyvateli byli přistěhovalci ze SSSR, Československa a Polska.
V roce 1930 bylo u příležitosti 80. narozenin československého prezidenta T. G. Masaryka u kibucu vysázeno 13 tisíc stromů. Takto založený lesní areál nese označení Masarykův les. Ve 30. a 40. letech 20. století byla tato vesnice jedním z center ozbrojených jednotek Hagana a Palmach. Roku 1949 měl Sarid 457 obyvatel a rozlohu katastrálního území 4453 dunamů (4,453 kilometrů čtverečních).
Ekonomika obce je založena na zemědělství a průmyslu. Rozvíjí se turistický ruch. V obci fungují zařízení předškolní péče o děti a základní škola, kam dojíždějí i žáci z okolních vesnic. Je tu k dispozici plavecký bazén, obchod, zdravotní ordinace, sportovní areály a poštovní úřad.

## Demografie
Obyvatelstvo kibucu Sarid je sekulární. Podle údajů z roku 2014 tvořili naprostou většinu obyvatel v Sarid Židé (včetně statistické kategorie "ostatní", která zahrnuje nearabské obyvatele židovského původu ale bez formální příslušnosti k židovskému náboženství).
Jde o menší sídlo vesnického typu s dlouhodobě stagnující populací, která po roce 2010 výrazně stoupla. K 31. prosinci 2014 zde žilo 848 lidí. Během roku 2014 populace stoupla o 3,4 %.
| Rok            | 1948 | 1949 | 1961 | 1972 | 1983 | 1995 | 2001 | 2003 | 2004 | 2005 | 2006 | 2007 | 2008 | 2009 | 2010 | 2011 | 2012 | 2013 | 2014 |
| -------------- | ---- | ---- | ---- | ---- | ---- | ---- | ---- | ---- | ---- | ---- | ---- | ---- | ---- | ---- | ---- | ---- | ---- | ---- | ---- |
| Počet obyvatel | 530  | 457  | 598  | 610  | 693  | 663  | 613  | 619  | 600  | 590  | 590  | 599  | 609  | 544  | 650  | 767  | 830  | 820  | 848  |